# Carl Gustaf Ströhm
Carl Gustaf Ströhm (Tallinn, 8. ožujka 1930. – Beč, 14. svibnja 2004.), bio je njemački novinar i publicist. 

## Životopis
Carl Gustaf Ströhm rođen je 1930. u Tallinnu. Maturirao je u Bavarskoj gdje je u to vrijeme bio kao izbjeglica i gdje je dočekao svršetak Drugoga svjetskog rata. Nakon toga studirao je povijest i slavistiku u Tübingenu gdje je i doktorirao s temom o Ruskom građanskom ratu. Poslijediplomski studij pohađao je na Harvardu. Bio je urednikom na njemačkoj radijskoj postaji Deutsche Welle, komentatorom i dopisnikom Die Welta za istočnu i jugoistočnu Europu. S hrvatskim pitanjem prvi puta upoznao se je 1954. godine kada je boravio u Jugoslaviji, a na početku agresije na Hrvatsku doputovao je u Zagreb gdje je živio zajedno s obitelji gotovo jedno desetljeće. Od 1992. godine bio je stalnim kolumnistom Večernjega lista, pisao je za hrvatski politički tjednik Glasnik i dnevnik Vjesnik, radio je reportaže i bio političkim komentatorom na Hrvatskoj televiziji. Pred kraj života imao je stalnu kolumnu u Hrvatskome slovu, a povremeno je pisao i za tjednik Fokus.
Umro je u Beču, 14. svibnja 2004. godine, nakon kratke i teške bolesti.

## Djela
- Bulgaria under communism - a West German view, U.S. Joint Publications Research Service,  Washington, D.C., 1961.
- Zwischen Mao und Chruschtschow: Wandlungen des Kommunismus in Sudosteuropa, Kohlhammer, Stuttgart, 1964.
- Vom Zarenreich zur Sowjetmacht: (Russland 1917-1967.), Diederichs, Düsseldorf-Köln, 1967.
- Ronald Schill: Alles über ihn und seine Partei, SZ-Druck, St. Augustin, Ca. 1970.
- Ohne Tito: kann Jugoslawien überleben?, Verl. Styria, Graz-Wien-Koln, 1976. (tal. izd. Senza Tito puo la Jugoslavia sopravvivere?, Lint, Trieste, 1977.; kin. izd. Mei you Tietuo Nansilafu neng xing cun ma, Nan yue chu ban she, Xianggang, 1980.; Tito, Bastei-Lübbe, Bergisch Gladbach, 1980.[2])
- Kirche im Kampf: Christlicher Aufbruch in Russland und der Ukraine, Universitas, cop., München, 1989. (suautor Stephan Baier)
- Što sam rekao Hrvatima, Alfa, Zagreb, 1994.
- Ronald Schill alles über ihn und seine Partei, Die Dt. Konservativen, Hamburg, 2002.

### Posmrtno
- Poštovani hrvatski prijatelji, (prir. Ivan Jindra), Knjižnica Hrvatsko slovo, knj. 18., Hrvatska kulturna zaklada-Hrvatsko slovo d.o.o., Zagreb, 2008.

## Nagrade i odlikovanja
- 1995.: Hrvatski predsjednik dr. Franjo Tuđman odlikovao ga je Ordenom Danice Hrvatske, za novinarski rad i doprinos promicanju ugleda i priznavanju demokratske Republike Hrvatske u svijetu.[1]

## Vanjske poveznice
- Ako Mesić i Račan misle da je Haag neovisan sud, to je opasno za Hrvatsku! Arhivirana inačica izvorne stranice od 12. listopada 2006. (Wayback Machine), razgovor u Slobodnoj Dalmaciji
- Carl Gustaf Strohm, Oporba bez medija  Arhivirana inačica izvorne stranice od 19. siječnja 2015. (Wayback Machine), članak u Hrvatskome slovu